# 새폴더 2
"새폴더2"는 한국에서 제작된 황상원 감독의 2015년 드라마, 코미디 영화이다. 윤설희 등이 주연으로 출연하였다.

## 출연

### 주연
- 윤설희
- 이두연

### 조연
- 신화철